# Donte Thomas
Donte Thomas (Olympia Fields, 6 maggio 1996) è un cestista statunitense.

## Carriera
Il 14 gennaio 2025, si accasa fino a fine stagione alla Fortitudo Bologna, per sopperire all'assenza di Kenny Gabriel.

## Palmarès
- Coppa d'Olanda: 1

Donar Groningen: 2022